# Trangus Illés
Trangus Illés, szlovákul Eliáš Trangus (Bártfa vagy Kisszeben, 1704 körül – Miskolc, 1761. december 11.) orvosdoktor, gyógyszertár-tulajdonos, előbb Gömör, majd Borsod vármegye főorvosa.

## Élete
Id. Trangus Illés (1669–1737) evangélikus lelkész és Alauda Zsuzsanna Katalin (1676–1733) fiaként, valószínűleg Bártfán születhetett, mivel szülei ekkortájt ott éltek, azonban mivel gyermekkorát biztosan a szepesi Kisszebenben töltötte, magát szebeni magyarnak, latinul cibinio-hungarusnak vallotta. 1728 és 1731 között Hallei Egyetemen (ma: Luther Márton Tudományegyetem) végezte tanulmányait, disszertációjában a gazdagok gyógyításáról értekezett.
Első felesége Kruss Judit (1712–1741), második felesége Raymann Mária Erzsébet (1718–1764), Raymann János Ádám eperjesi orvos lánya volt. Előbb Rozsnyón élt, az 1730-as évek elején Miskolcon telepedett le, ahol megalapította az Arany Szarvas Gyógyszertárat és orvosi praxist nyitott.
Fia, dr. Trangus Mihály Teofil Gottlieb szintén orvosdoktor volt.

## Munkája
- Dissertatio inauguralis medica de sanatione divitum difficili, quam auspice Deo Propitio Ex Consensu atque Auctoritate Gratiosa Facultatis Medicae in Alma Regia Fridericiana Praeside DN. D. Michaele Alberti Sacr[ae] Maj[estati] Reg[iae] Boruss[icae] Aulico et Consist. Magdeb. Consiliario, med. et philos. natur. professore publ. ordin. etc. decano H. T. spectatissimo Domino Patrono ac Promotore suo omni honoris cultu prosequando pro licentia summisque in medicina honoribus et privilegiis doctoralibus legitime impterandis hotis locoque consuetis Anno MDCCXXXI D. Septembr. publicae ac placidae eruditorum ventilationi subjiciet. Halae Magdeburgicae. 1731.